# Свети Николай (Винени)
„Свети Николай“, известна традиционно като Разсипаната църква (на гръцки: Aγίου Nικολάου), е православна църква в леринското село Винени (Пили), Егейска Македония, Гърция. Храмът е част от Леринската, Преспанска и Еордейска епархия.

## Местоположение
Църквата е разположена на 3 km югоизточно от Винени, където е било Старото село.

## Описание
Според професор Николаос Муцопулос това вероятно не е била обикновена енорийска църква на селище, а католикон на манастир. Паметникът, който според местната традиция е посветен на Свети Николай, запазва няколко елемента от оригиналната си форма - надстройка с достатъчна височина и купол - до около средата на XX век, когато се срутва почти напълно.
В архитектурно отношение е трикорабен храм с купол с особена конфигурация, тъй като северната и южната ниша са вписани в дебелината на съответните стени, докато ъглите на централния квадрат, който поддържа купола, са полукръгли, а не квадратни, както е обичайно за паметниците от този тип. Допълнителен особен елемент е формата и декорацията на стените, като камъните се редуват с вертикални и хоризонтални слоеве тухли, като съответно са оформени и сводестите архитектурни елементи и ниши на храма.
От стенописната украса са оцелели само леко избледнели фрагменти от изображения на военни светци и части от тяло на ангел, които датират от средата на XIV век.
По отношение на датировка на паметника първоначално се предполага XII век, но Муцопулос идентифицира по време на ограничените разкопки в 1990 година гравюра вътре в диаконикона с надпис от 1293 година.
В 1987 година сградана е обявена е за исторически паметник, като е един от най-забележителните паметници в региона на Преспа.